# Dança Joana
"Dança Joana" é uma canção do cantor português Filipe Gonçalves, que participou no Festival RTP da Canção 2015, onde ficou em 3º lugar, não conseguindo passar à final. A canção foi escrita e composta por Héber Marques. A música ganhou um videoclipe, em junho de 2015, e a canção foi lançada nas rádios e nas plataformas digitais, onde foi um sucesso, tendo atingido em setembro do mesmo ano, o nº 1 do Spotify.

## Faixas e formatos
| Download digital |               |         |  |
| N.º              | Título        | Duração |  |
| 1.               | "Dança Joana" | 4:06    |  |

## Vídeo musical
O vídeo da música, dirigido por André Madeira, foi lançado a 11 de junho de 2015. 